# Butirilholin
Butirilholin je molekul sličan acetilholinu. On delom aktivira iste receptore kao i acetilholin. Ovaj molekul hidrolizuju acetilholinsteraza i butirilholinesteraza (takođe poznata kao pseudoholinesteraza), pri čemu je butirilholinesteraza efikasnija.
Butirilholin je sintetičko jedinjenje koje nije zastupljeno u prirodi. Ono se koristi kao orođe za razlikovanje acetil- i butirilholinesteraze. Butirilholinesteraza se takođe naziva serumska holinesteraza. 